# Andre Emmett
Pour les articles homonymes, voir Emmett.
Andre Emmett, né le 27 août 1982 à Dallas au Texas et mort le 23 septembre 2019 dans la même ville, est un joueur américain de basket-ball. 

## Biographie

### Carrière

#### NCAA
Durant ses années universitaires, Andre Emmett évolue dans l'équipe de NCAA des Red Raiders de l'université Texas Tech sous la direction de Bobby Knight. Pour sa première saison, où il évolue alors sous la direction de James Dickey, il parvient à intégrer le cinq de départ est obtient des statistiques de 7,7 points et de 3,6 rebonds par match. Après l'arrivée de Bobby Knight en 2001, ses statistiques progressent, atteignant 18,7 points et 6,6 rebonds. Lors de cette saison, les Raiders disputent le tournoi final de la NCAA, s'inclinant au premier tour face aux Salukis de Southern Illinois. L'année suivante, il termine meilleur marqueur de la conférence avec 741 points, dominant cette statistique à la moyenne par matchs avec 21,8. Il ajoute 6,6 rebonds. Comme la saison précédente, il est présent dans le premier cinq, First Team.
Lors de son année de Senior, il termine de nouveau en tête des statistiques de marqueur, avec 701 points et 20,6 points par match. Désigné pour la troisième fois dans le premier cinq de la Big 12, il est nommé All-America, par Sporting News, National association of basketball coache, Associated press, United states basketball writers association. Il participe de nouveau au tournoi final de la NCAA lors de cette édition 2004, battant l'université de Caroline du Nord à Charlotte et s'inclinant lors du tour suivant face aux Hawks de Saint-Joseph. Il remporte également le concours de dunk universitaire lors de cette saison, le college slam dunk contest.
Au terme de sa carrière universitaire, il totalise 2 256 points, ce qui est alors le meilleur total de l'histoire de la Big 12 Conference (en 2019, il est troisième de ce classement).

### Mort
Andre Emmett est tué par balles le 23 septembre 2019 à Dallas au Texas.